# Pierre Mounicq

a Compétitions nationales et continentales officielles uniquement.

b Matchs officiels uniquement.
Pierre Mounicq, né le 9 février 1887 à Luz-Saint-Sauveur et mort le 7 avril 1964 à Arreau, est un joueur français de rugby à XV évoluant au poste de deuxième ligne ou de pilier. Il joue en équipe de France de 1911 à 1913 et en club avec le Stade toulousain à ses premières heures.

## Biographie
Pierre Mounicq est le capitaine de l'équipe de la « Vierge rouge », alors qu'il finit ses études de médecine. Le 31 mars 1912, le Stade toulousain bat à domicile le Racing club de France, sur le score de 8 à 6. Ce premier titre de champion de France vient clore une saison durant laquelle le club, invaincu, est surnommé la « Vierge rouge ». Il honore sa première cape internationale en équipe de France le 2 janvier 1911 contre l'Écosse à Colombes. Il fait donc partie des premiers vainqueurs d'une nation britannique, l'Écosse, lors du second Tournoi des Cinq Nations disputé par les Français, en 1911. Il participe au test match contre l'Afrique du Sud lors de sa tournée en Europe, les Français étant battus 35 à 5.
Il arrête sa carrière de joueur en 1926 à la suite d'une bagarre lors d'un match de championnat. 
Médecin de profession, il quitte Toulouse pour le village d'Arreau, où il meurt le 7 avril 1964 dans un accident, écrasé par son tracteur,.

## Palmarès
- Vainqueur du championnat de France en 1912.
- Finaliste du championnat de France en 1909.

## Statistiques en équipe nationale
Entre 1911 et 1913, Pierre Mounicq dispute neuf matches avec l'équipe de France. Il participe notamment à trois Tournois des Cinq Nations.
| Année | Compétition  | Matches | Points | Essais |
| ----- | ------------ | ------- | ------ | ------ |
| 1911  | Cinq Nations | 4       | -      | -      |
| 1912  | Cinq Nations | 2       | -      | -      |
| 1913  | Cinq Nations | 2       | -      | -      |
| 1913  | Test matches | 1       | -      | -      |
| Total | Total        | 9       | -      | -      |